# NGC 2244
Az NGC 2244 (más néven Caldwell 50) egy nyílthalmaz a Monoceros (Egyszarvú) csillagképben.

## Felfedezése
A nyílthalmazt John Flamsteed fedezte fel 1690. február 17-én.

## Tudományos adatok
A nyílthalmaz a Rozetta-ködben található meg.

## Megfigyelési lehetőség
Megfigyelési lehetőségei hasonlóak a Rozetta-köd megfigyelési lehetőségeihez.